# Blepisanis parteruficollis
Blepisanis parteruficollis là một loài bọ cánh cứng trong họ Cerambycidae.